# Cristián Taborda
Cristián Daniel Taborda (sinh ngày 21 tháng 7 năm 1988 ở Santa Fe, Argentina) là một cầu thủ bóng đá người Argentina, thi đấu ở vị trí tiền đạo, hiện tịa cho Ferro de General Pico.

## Sự nghiệp câu lạc bộ
Taborda thi đấu tại Primera B Nacional cùng với Unión de Santa Fe (khi sự nghiệp bắt đầu năm 2009) và Gimnasia Mendoza (2015), tại Primera B Metropolitana cùng với Villa Dálmine (2013) và Barracas Central (2013), tạiTorneo Argentino B cùng với Deportivo Roca (2010 và 2011-2012) và Gimnasia Mendoza (2014) và Torneo Argentino A cùng với Crucero del Norte (2010), Rivadavia de Lincoln (2011) và Gimnasia Mendoza (2014)., cũng như ở Primera B de Chile với San Luis de Quillota (2012).